# Rifugio Elisa
Il rifugio Elisa è un rifugio alpino situato sul versante occidentale della Grigna settentrionale, nell'Alta valle del Meria a 1515 m s.l.m., sulle Prealpi Lombarde. È proprietà del Club Alpino Italiano di Mandello del Lario ed è usato come punto di appoggio dagli escursionisti per le ascensioni alla vetta del Grignone e il Sasso Cavallo.

## Storia
Nel 1924
nacque ad alcuni escursionisti del CAI Grigne di Mandello l'interesse di edificare un rifugio come punto di appoggio per escursioni sul versante settentrionale della Grigna. Lo stesso anno Evangelista Ferrario donò il terreno per l'edificazione e proprio ad una dedica alla figlia dello stesso si deve il nome del rifugio.
Nel 1925 dopo la raccolta di una cambiale di 12000 lire firmata da Gino Carugati, allora presidente della sezione CAI, e di altro denaro, in breve tempo fu possibile avviare i lavori di costruzione, che cominciarono nel 1926.  L'ultima Domenica di giugno del 1927 ci fu l'inaugurazione del rifugio, a dimostrazione del grande interesse degli escursionisti del CAI per la zona. A Francesco Balatti fu assegnata la gestione del rifugio, compito che adempì fino al 1 novembre del 1944. Dall'autunno del 1943 il rifugio era diventato base per alcuni componenti del gruppo di Partigiani "Brigata Cacciatori delle Grigne" o "89 Brigata Poletti", sotto il comando di Galdino Pini. Per questo motivo i nazi-fascisti di stanza nell'alto Lario attaccarono e distrussero il rifugio il 1 novembre 1944, nell'ambito dei rastrellamenti di fine autunno 1944.
(Franzo Mazzotti.)
Questa citazione dal diario di "Sam" (Franco Mazzotti) ci dà uno spaccato della vita dei partigiani al rifugio e più in generale sulle Grigne poco prima dei rastrellamenti. Collega inoltre la "89 Brigata Poletti" alle altre del territorio valsassinese..
Il rifugio fu poi ricostruito a partire dall'immediato dopoguerra, a testimoniare l'importanza e l'attaccamento dei mandellesi per l'Elisa. Promotore dei lavori fu l'ex partigiano e allora presidente dei CAI di Mandello Galdino Pini. Venne raccolta la somma necessaria ad iniziare i lavori tramite donazioni spontanee e lotterie, ma anche soprattutto grazie al volontariato dei soci. I lavori vennero ultimati nell'ottobre del 1947, ma per l'inaugurazione si attese fino a luglio del 1949.
Fu poi costruita anche una cappelletta in località Bocchetta di Prada in onore dei partigiani morti in Elisa e più in generale per tutti quelli morti nei rastrellamenti nazifascisti del 1944.
Negli anni successivi il rifugio cambiò diversi gestori, tra cui dagli anni '70 Franca Lanfranconi, Mauro Lazzari, Donata Radaelli, Ugo Caronni, Giovanni Bonaschi, Mauro Cariboni, Giancarlo Lanfranconi, Noè Crippa, Antonio Pio Colombo, Angelo Marchio, Mauro Balatti, e il gestore dal 2018 è Elena Cosmo ma la struttura non cambiò, se non per ammodernamenti e ampliamenti della struttura già esistente. Solo nel 2000 venne ricostruito il tetto della struttura.
Inoltre dal 2015 il rifugio è anche diventato ritrovo per gli appassionati di musica classica

## Trofeo delle Grigne-Evangelista Ferrario
Dal 1996 il rifugio è diventato anche punto di arrivo del Trofeo delle Grigne-Evangelista Ferrario, gara di corsa in montagna che si snoda da Molina (frazione di Mandello del Lario) fino al rifugio Elisa, su circa 1000 metri di dislivello. Il miglior tempo maschile è stato quello ottenuto nel 2011 da Golinelli Nicola, che ha completato la gara in 51'14". Invece il miglior tempo femminile è stato ottenuto sempre nel 2011 da Bianchi Ilaria, che ha percorso il tracciato in 1h 04'35". Nel 2013, a causa di pesanti nevicate, il punto di arrivo fu spostato alla località "Cascina di Rovescala"; la performance dunque non viene presa in considerazione per la definizione di miglior tempo.

## Traversate
È tappa della Traversata alta, un percorso vario, con alcuni tratti di livello solo escursionistico e altri più ardui e impegnativi, e funge da sosta per coloro che dalla Grignetta si dirigono verso il rifugio Bietti.

## Accessibilità
È raggiungibile tramite i seguenti itinerari:
- Rongio - rifugio Elisa[14]
- Rifugio Elisa - bocchetta della Bassa - rifugio Brioschi[14]
- Rifugio Elisa - la Pertica - rifugio Bietti[14]

## Escursioni
Partendo dal rifugio invece si possono compiere le seguenti escursioni:
- al rifugio Bietti (m. 1719) in 2 ore lungo il segnavia 16
- al rifugio Brioschi (m. 2403) in 3 ore lungo i segnavia 16A/7 (via dei chignoli) oppure in 3.15 ore lungo i segnavia 14/7 (via Buco di Grigna)
- al Bivacco Ferrario (m. 2177) in 2.15 ore lungo i segnavia 14/7
- al rifugio Rosalba (m. 1730) in 3 ore lungo i segnavia 14/7/11/10
- al Sasso Cavallo (m. 1920) in 1.30 ore lungo i segnavia 16/16B
- al Sasso dei Carbonari (m. 2157) in 2 ore e mezza